# Meioneta leucophora
Meioneta leucophora är en spindelart som beskrevs av Chamberlin och Ivie 1944. Meioneta leucophora ingår i släktet Meioneta och familjen täckvävarspindlar. Inga underarter finns listade i Catalogue of Life.